# Академічне письмо
Академічне письмо (академічне писання; англ. academic writing; scholarly writing) — діяльність дослідника чи викладача зі створення спеціалізованих фахових наукових чи навчальних текстів, представлення у письмовій формі результатів дослідження.
Це також назва нової дисципліни, що має з'явитися в навчальних планах ВНЗ України в рамках «вестернізації» вищої освіти — реформування, що було започатковано Болонським процесом. Вміння висловлювати власну позицію з використанням опорної літератури та наданням посилань на використані джерела є невіддільною частиною навчання студентів більшості західних ВНЗ, що впливає на якість їхніх письмових робіт за фахом. Тому виникнення такої дисципліни як Академічне Писання у ВНЗ України є істотним кроком на шляху до освітніх реформ, глобалізації освіти та зменшення, а згодом і ліквідації величезних об'ємів плагіату, що панує зараз в українській освіті на всіх рівнях.
Академічне письмо відрізняється від загального тим, що має справу з теоріями та причинами, що регулюють процеси та практику в повсякденному житті, а також досліджує альтернативні пояснення цих подій.